# Erik Persson (kyrkomålare)
För personer med liknande namn, se Erik Persson.
Erik Persson (Pedersen), född 26 december 1802 i Valne, Alsens socken, Jämtland, död 30 april 1870 i Vinne, Norge, var en svensk-norsk kyrkomålare och allmogemålare.
Han var son till bonden Per Ersson och Brita Larsdotter. Persson tillhörde en gammal känd norsk-svensk målarsläkt där även syskonen Jonas, Olof och Ingeborg var allmogemålare. Persson tillbringade sina utbildningsår och gesälltid i Stockholm därefter återvände han till hemtrakterna och var verksam som målare i Jämtland och Norge. För Mörsils kyrka utförde han 1852 två stycken väggmålningar på ömse sidor om altaret föreställande Nattvarden och Kristus inför Pilatus samt en altartavla som senare byttes ut. I Norge utförde han ett större dekorationsmåleri i taket i stugan i Hovd gård, Verran kommun (nu Inderøy kommun), samt i ett flertal kyrkor i Verdal, Alstadhaugs kyrka i Skogn, Mære kyrka i Sparbu, Salberg kyrka på Röra och Vuku kyrka. Bland hans allmogemålningar märks ett skåp med blomstermotiv signerat 1821.